# شیوان ردموند
شیوان ردموند (انگلیسی: Siobhan Redmond؛ ‏ تلفظ نام کوچک: ‎/ʃəˈvɔːn/‎ shə-VAWN؛ ‏ زادهٔ ۲۷ ژوئیهٔ ۱۹۵۹) بازیگر اهل بریتانیا است. وی از سال ۱۹۸۲ میلادی تاکنون مشغول فعالیت بوده‌است.
از فیلم‌ها یا برنامه‌های تلویزیونی که وی در آن نقش داشته‌است، می‌توان به تاگارت، آدمکشان میدسامر، ایست‌اندرز، شهر هالبی، دکتر هو، نمایش کاترین تیت، آلیس در آن‌سوی آینه، اسیران، اسیران و وکلای مدافع اشاره کرد.